# レジェンド・チャンピオンシップ
レジェンド王座は、ストロングスタイルプロレスが管理、認定している王座。

## 歴史
2005年1月27日、リアルジャパンプロレス（後のストロングスタイルプロレス）国立代々木競技場第二体育館大会で行われた初代王座決定戦に勝利した初代タイガーマスクが初代王者になった。
チャンピオンベルトは初代タイガーが保持していたNWA世界ジュニアヘビー級王座を使用しており、初代タイガーのファンである友人が寄贈したもので当時のNWA世界ジュニアヘビー級王座のデザインを踏襲した新型チャンピオンベルトである。純真無垢なチャンピオンベルトを使用することで新しいストロングスタイルの創造、当時のデザインを採用したことによる古き良き時代だったストロングスタイルの再興を目指すと言う意味合いがある。
2015年1月、チャンピオンベルトの使用10年を機に入れ替えが行われて新調された。

## 歴代王者
| 歴代   | 選手                      | 戴冠回数 | 防衛回数 | 獲得日付       | 獲得場所 （対戦相手・その他）                        |
| ------ | ------------------------- | -------- | -------- | -------------- | ---------------------------------------------------- |
| 初代   | 初代タイガーマスク        | 1        | 0        | 2005年1月27日  | 国立代々木競技場第二体育館 ザ・グレート・サスケ 返上 |
| 第2代  | 折原昌夫                  | 1        | 3        | 2005年12月16日 | 後楽園ホール アレクサンダー大塚 返上                 |
| 第3代  | アレクサンダー大塚        | 1        | 4        | 2008年12月4日  | 後楽園ホール ザ・グレート・サスケ                    |
| 第4代  | 長井満也                  | 1        | 2        | 2010年9月8日   | 後楽園ホール                                         |
| 第5代  | スーパータイガー（2代目） | 1        | 1        | 2011年7月21日  | 後楽園ホール                                         |
| 第6代  | 長井満也                  | 2        | 1        | 2012年3月16日  | 後楽園ホール                                         |
| 第7代  | スーパータイガー（2代目） | 2        | 4        | 2012年12月7日  | 後楽園ホール                                         |
| 第8代  | 船木誠勝                  | 1        | 0        | 2015年9月18日  | 後楽園ホール                                         |
| 第9代  | 関本大介                  | 1        | 1        | 2015年12月9日  | 後楽園ホール                                         |
| 第10代 | 船木誠勝                  | 2        | 0        | 2016年6月23日  | 後楽園ホール                                         |
| 第11代 | 大谷晋二郎                | 1        | 3        | 2016年9月10日  | ディファ有明                                         |
| 第12代 | 船木誠勝                  | 3        | 0        | 2017年6月29日  | 後楽園ホール                                         |
| 第13代 | スーパータイガー（2代目） | 3        | 2        | 2017年9月14日  | 後楽園ホール                                         |
| 第14代 | 藤田和之                  | 1        | 1        | 2019年9月19日  | 後楽園ホール                                         |
| 第15代 | スーパータイガー（2代目） | 4        | 4        | 2020年12月17日 | 後楽園ホール                                         |
| 第16代 | 真霜拳號                  | 1        | 2        | 2022年8月25日  | 後楽園ホール                                         |
| 第17代 | 間下隼人                  | 1        | 3        | 2023年2月22日  | 後楽園ホール                                         |
| 第18代 | 村上和成                  | 1        | 1        | 2024年6月20日  | 後楽園ホール                                         |
| 第19代 | スーパータイガー（2代目） | 5        | 0        | 2024年12月5日  | 後楽園ホール                                         |
| 第20代 | 船木誠勝                  | 4        | 1        | 2025年3月13日  | 後楽園ホール                                         |